# 戸田久実
戸田 久実（とだ くみ）は、日本の実業家、アンガーマネジメントコンサルタント、企業研修講師、著作家。アドット・コミュニケーション株式会社代表取締役、一般社団法人日本アンガーマネジメント協会代表理事。大阪府生まれ、神奈川県横浜市育ち、立教大学文学部日本文学科卒業。

## 経歴
大阪府生まれ、神奈川県横浜市育ち。フェリス女学院中学校・高等学校、立教大学文学部日本文学科を卒業。
1991年（平成元年）4月、大手の時計専門商社・株式会社服部セイコー（現セイコーグループ株式会社）に入社、宝飾部で営業を行う。新人研修で『人は「話し方」で9割変わる』の著書・福田健と出会い、コミュニケーションの原理原則を学んだ。以降、福田が主宰する人材育成の勉強会を知り、「説明力」「プレゼン力」「交渉力」を身に付けたいと仕事の合間を縫って参加した。福田の企業研修のアシストも経験、そこで人材育成の仕事を知った。インストラクターの資格を得て、本格的に自分の仕事にしたいと思うようになるキッカケとなった。
1994年（平成6年）音楽制作会社・レコード会社及びアーティストマネージメント会社「ビーイング」に転職、長戸大幸の社長秘書を歴任。結婚を機に地方引越するため退社。
20代後半で企業研修講師を始める。30代の頃から管理職研修に呼ばれて登壇するようになる。
2008年（平成10年）アドット・コミュニケーション株式会社を設立。
2012年（平成24年）かんき出版から初の著書『ゼロから教えて接客・接遇』を出版。接客・接遇の基本から、お客を感動させる応対方法を紹介。
2024年（令和6年）4月1日、一般社団法人日本アンガーマネジメント協会の代表理事に就任。
研修講師として銀行・生命保険・製薬・通信・総合商社などの大手民間企業や官公庁の研修・講演の講師の仕事を歴任し、登壇数は4,500回を超え、指導人数は22万人に及ぶ。
また近年は、講演・研修講師として全国で活躍する傍ら、大手新聞社主催のフォーラムへの登壇や、テレビ、ラジオ、雑誌などのメディアを通じてアンガーマネジメントやコミュニケーションの重要性を伝えるなど、活動の幅を広げている。中国、韓国、タイ、台湾でも翻訳出版され、累計25万部を超える。

## 著書
- 『ゼロから教えて接客・接遇』（かんき出版、2012年1月23日）　ISBN 978-4761268121
- 『アドラー流たった1分で伝わる言い方』（かんき出版、2014年11月19日）　ISBN 978-4761270445
- 『アンガーマネジメント 怒らない伝え方』（かんき出版、2015年5月22日）　ISBN 978-4761270896
- 『マンガでやさしくわかるアンガーマネジメント』（日本能率協会マネジメントセンター、2016年6月5日）　ISBN 978-4820719472
- 『いつも怒っている人も うまく怒れない人も 図解アンガーマネジメント』（かんき出版、2016年10月5日）　ISBN 978-4761272081
- 『苦手意識がなくなる会話術 : どんな人にも嫌われずに伝えられる!』（大和書房、2016年6月22日）　ISBN 978-4479795537
- 『誰とでも気軽にうちとける自分になれる本: 気持ちのいい関係をつくる「話し方」「つき合い方」』（三笠書房、2016年12月28日）　ISBN 978-4837968092
- 『「つい怒ってしまう」がなくなる子育てのアンガーマネジメント』（青春出版社、2017年9月9日）　ISBN 978-4413230551
- 『働く女の品格 : 30歳から伸びる50のルール』（毎日新聞出版、2018年1月26日）　ISBN 978-4620324937
- 『イラスト&図解 コミュニケーション大百科 : 一瞬でいい関係を築く』（かんき出版、2019年2月14日）　ISBN 978-4761273989
- 『アンガーマネジメント』 (日本経済新聞出版社、2020年3月14日）　ISBN 978-4532114206
- 『怒りの扱い方大全』（日経BP、2021年7月22日）　ISBN 978-4532324162
- 『「あとから怒りがわいてくる人」のための処方箋』（新星出版、2021年12月1日）　ISBN 978-4405094154
- 『アサーティブ・コミュニケーション』（日本経済新聞出版社、2022年7月20日）　ISBN 978-4296114511
- 『怒らない100の習慣』（WAVE出版、2023年2月21日）　ISBN 978-4866214474
- 『アクティブ・リスニング : ビジネスに役立つ傾聴術』（日本経済新聞出版社、2023年9月16日）　ISBN
- 『小学校教師のための言いかえ図鑑: アンガーマネジメントの手法をいかし、上手に叱る・伝えるテクニック』（誠文堂新光社、2024年2月14日）　ISBN 978-4416623541